# Slag bij Firenzuola
De Slag bij Firenzuola  vond plaats in 923 tussen Rudolf II van Bourgondië en Adalbert van Ivrea enerzijds en Berengarius I van Friuli anderzijds, ter hoogte van Firenzuola, Italië. De inzet was de IJzeren Kroon of de titel van 'koning van Italië'.

## Achtergrond
In 905 werd Lodewijk de Blinde, zwager van Rudolf I van Bourgondië, vader van Rudolf II, definitief van de troon van Italië gestoten door Berengarius I. Adalbert van Ivrea raakte in diskrediet na de dood van zijn vrouw Gisela van Friuli, de dochter van Berengarius, en zijn nieuw huwelijk met de invloedrijke Ermengard van Toscane.
Toen Berengarius in 915 er ook nog in slaagde de keizerstitel in de wacht te slepen, was de maat vol. Verschillende keren werd er gepoogd hem van de troon te stoten, tevergeefs. Meer en meer vertrouwde Berengarius op Hongaarse huurlingen, wat tot een toenemende ontevredenheid onder de adel leidde. In 921 vroeg een groot aantal edelen en bisschoppen, onder leiding van Adalbert van Ivrea, Rudolf II van Bourgondië om koning te worden. Tegelijk vielen ook de Hongaren plunderend het land binnen. Berengarius trok zich terug in Verona om zijn kansen af te wachten.

## Slag
Op 29 juli 923 ontmoetten de twee legers elkaar ter hoogte van Firenzuola. Beide legers werden persoonlijk door de koningen geleid. In de eerste fase versloeg Berengarius, Rudolf II, maar hij slaagde er niet in zijn mannen onder controle te houden. Zijn troepen sloegen aan het plunderen. Een groep onder leiding van de de toekomstige hertog Bonifatius van Spoleto en graaf Gariard van Novara maakte van de verwarring gebruik en viel de verspreide troepen van Berengarius aan. Rudolfs soldaten hergroepeerden zich en voegden zich weer bij de strijd. Berengarius' leger stortte in en hij vluchtte naar zijn fort in Verona.

## Nasleep
Kort daarna werd Berengarius gevangengenomen en door zijn eigen mensen gedood, vermoedelijk op bevel van Rudolf II van Bourgondië, die tot koning van Italië werd uitgeroepen.